# Euphorbia tshuiensis
Euphorbia tshuiensis är en törelväxtart som först beskrevs av Jaroslav Ivanovic Yaroslav Ivanovich Prokhanov, och fick sitt nu gällande namn av Lydia Palladievna Sergievskaya och Porphyriy Nikitich Krylov. Euphorbia tshuiensis ingår i släktet törlar, och familjen törelväxter. Inga underarter finns listade i Catalogue of Life.